# Berta Kolowrat-Krakowská
Berta Jindřiška Krakowská z Kolowrat (21. červen 1890 Týnec u Klatov – 28. leden 1982 Auch, Francie), provdaná Colloredo-Mannsfeldová, celým jménem Berta Jindřiška Kateřina Nadine Kolowrat-Krakowská (německy Bertha Henriette Katharina Nadine von Kolowrat-Krakowsky) byla česká šlechtična, příslušnice týnecké linie krakovské větve šlechtického rodu Kolowratů.

## Život
Narodila se 21. června 1890 v Týnci u Klatov jako třetí dcera a páté ze sedmi dětí držitele rodového fideikomisu Leopolda Filipa hraběte Krakowského z Kolowrat (1852–1910), který byl poslancem Českého zemského sněmu (1908–1910) a Říšské rady (1907–1910), a jeho manželky Nadine baronesy von Huppmann-Valbella (1858–1942), dcery tabákového magnáta Josefa Huppmann von Valbella.
Měla silné náboženské cítění. V roce 1909 se provdala za Jeronýma hraběte Colloredo-Mannsfelda, narodily se jim čtyři děti, ale nakonec manžela opustila a v roce 1926 bylo jejich manželství rozloučeno.
Později odjela na tříleté turné s americkým černošským zpěvákem Rolandem Hayesem, s nímž měla posléze dceru.

## Rodina
Provdala se 10. srpna 1909 ve Vídni za Jeronýma hraběte Colloredo-Mannsfelda (3. listopadu 1870 Dobříš – 29. srpna 1942 Praha, pohřben v Opočně), syna Jeronýma Ferdinanda hraběte z Mansfeldu (1842–1881), rakouského ministra zemědělství (1875–1879), a jeho manželky Agláji Festetics de Tolna (1840–1897). Manžel se později proslavil jako námořní kapitán a komandant řadové lodi Zrinyi a získal řadu vyznamenání. Před 1. světovou válkou působil také jako námořní atašé rakousko-uherského velvyslanectví v Berlíně a po válce převzal správu panství Zbiroh a později veškerého rodového jmění. Svému choti dala Berta čtyři syny, nakonec se však 8. ledna 1926 v Praze rozvedli.

### Potomci
- 1. Josef Leopold Hieronymus Alexander Maria (4. 6. 1910 Pula – 30. 1. 1990 Salcburk)
  - 1. ∞ (25. 3. 1939 Reith) Anna Maria Rabl (11. 6. 1908 Innsbruck – 25. 6. 1953 Beamsville, Ontario)
  - 2. ∞ (1. 3. 1988 Mnichov) Antonia Raumer (* 20. 5. 1922 Mnichov), jejich dcera:
    - 1. Christina Josefine Nadine Maria (* 19. 12. 1940 Praha)
      - 1. ∞ (civilně: 10. 9. 1960 Öblarn, církevně: 11. září 1960; rozvod 18. květen 1965 Vídeň) Georg zu Fürstenberg (* 13. 8. 1923 Strobl)
      - 2. (∞ 1965; rozvod) Jan van Hamel
      - 3. (∞ 22. 5. 1975 Klášter sv. Kateřiny, Wadi Firan, Egypt; rozvod) Michael Begert (* Bern)
- 2. Jeroným Medarus Alexander Felicianus Maria (9. 6. 1912 Berlín – 12. 12. 1998 Zbiroh)
- 3. Weikhard (Vicardo) Karl Friedrich Hieronymus Maria (29. 7. 1914 Berlín – 17. 6. 1946 Francie)
- 4. Bedřich (Friedrich) Hieronymus Heinrich Richard Maria (3. 4. 1917 Berlín – 29. 7. 1991 Öblarn, Rakousko)
  - 1. ∞ (4. 6. 1946 St. Moritz; rozvod 7. květen 1955 Rosenheim) Christa von Kries (4. 6. 1922 Hamburg – 12. 9. 1972 Dubrovník)
  - 2. ∞ (20. 10. 1975 Vídeň) Martine Andrieux (* 8. 5. 1937 Saigon), jejich děti:
    - 1. Hieronymus (Jerome) Weikhard Maria (* 16. 3. 1949 Monmouth, Illinois; adoptován svým strýcem Josefem v roce 1965)
      - 1. ∞ (civilně: 14. 6. 1975 Öblarn, církevně 15. 6. 1975; rozvod 4. 10. 1977 Vídeň) Alexandra von Glasenapp (* 26. 2. 1955 Mnichov)
      - 2. ∞ (civilně: 26. 7. 1979 Vídeň, církevně: 28. 9. 1982 Kleinsölk, Štýrsko) Livia Anna Fuchs (* 3. 5. 1956 Praha)
        - 1. Paul-Josef Hieronymus Maria (* 8. 6. 1981 Vídeň)
        - 2. Lelio Friedrich Georg (* 24. 1. 1985 Vídeň)

    - 2. Isabella Josefa Maria (* 29. 2. 1952 Ženeva)
- 5. nemanželské dítě se zpěvákem Rolandem Hayesem (3. 6. 1887 Curryville, Georgie – 1. 1. 1977 Boston, Massachusetts): Maria Dolores Franzyska Kolowrat-Krakowská (28. 02. 1926 Basilej – 12. 5. 1982 Saint-Lary, Francie)
  - 1. ∞ 29. srpen 1949 Jurij princ Ostasenko-Bogdanoff (28. 1. 1928 Leningrad - 4. 8. 2012 Saint-Lary, Francie)
    - 1. Igor Ostasenko-Bogdanoff (29. 8. 1949 Saint-Lary, Francie – 3. 1. 2022 Paříž)
      - 1. ∞ kolem roku 1976 vztah s Geneviève Grad (* 5. 7. 1944 Paříž)
        - 1. Dimitri Ostasenko-Bogdanoff (* 1976 Francie)

      - 2. ∞ (civilně: 29. 6. 1989 Paříž, církevně 6. 7. 1989 Assen; rozvod 1994) Ludmilla Maximiliane Renée Anne Gabrielle d'Oultremont (* 27. 7. 1965 Marseille, Francie)
        - 1. Sasha Maria Ostasenko-Bogdanoff (* 8. 9. 1989 Paříž)
        - 2. Anna Claria Ostasenko-Bogdanoff (* 28. 3. 1991 Paříž)
        - 3. Wenceslas Ostasenko-Bogdanoff (* 29. 8. 1994 Auch, Francie)

      - 3. ∞ (civilně: 1. 10. 2009 Paříž, církevně 3. 10. 2009 Chambord, Francie; rozvod 2016) Amélie z Bourbon-Parma (* 13. 3. 1977 Paříž)
        - 1. Alexandre Ostasenko-Bogdanoff (* 24. 10. 2011 Francie)
        - 2. Constantin Ostasenko-Bogdanoff (* října 2014 Francie)

    - 2. Grichka Ostasenko-Bogdanoff (29. 8. 1949 Saint-Lary, Francie – 28. 12. 2021 Paříž)
    - 3. Laurence Ostasenko-Bogdanoff (* 1963 Francie)
    - 4. Géraldine Ostasenko-Bogdanoff (* 1965 Francie)
    - 5. Véronique Ostasenko-Bogdanoff (* 1967 Francie)

  - 2. ∞ vztah Pierre Davant
    - 1. François Davant (* 1959 Francie)